# Bauhinia marginata
Bauhinia marginata är en ärtväxtart som beskrevs av David Nathaniel Friedrich Dietrich. Bauhinia marginata ingår i släktet Bauhinia och familjen ärtväxter. Inga underarter finns listade i Catalogue of Life.